# Organización Nacional Estudiantil de Futbol Americano
Organización Nacional Estudiantil de Futbol Americano (ONEFA) – organizacja zajmująca się organizacją rozgrywek futbolu akademickiego w Meksyku, powstała w 1978. Meczem finałowym jest Roberto-“Tapatío”-Méndez-Bowl. Występuje w niej ponad 100 drużyn w pięciu klasach rozgrywkowych w zależności od wieku zawodników, Liga Mayor (19 do  25 lat), Intermedia (17 do 19 lat), Juvenil (15 do 17 lat), Infantil (8 do 15 lat), Babys (5 do 8 lat).

## System rozgrywek
22 drużyn Liga Mayor podzielonych jest na trzy konferencje: Zielona, Biała i Czerwona. W Liga Mayor grają zawodnicy w wieku 19-25 lat. Do ćwierćfinałów awansują dwie pierwsze drużyny z konferencji Zielonej, zwycięzca konferencji Białej oraz pięć drużyn które wyłonione zostaną w rankingu. UNAM (Pumas CU i Pumas Acatlan), IPN (Águilas Blancas i Burros Blancos) i UAT (Correcaminos Reynosa i Correcaminos Cd. Victoria) są jedynymi uczelniami które wystawiają po dwie drużyny.

## Drużyny Liga Mayor 2021
| Drużyny                       | Instytucja                                                  | Stadion                                       | Kampus/Miasto                          |                           |
| Konferencja Jacinto Licea     | Konferencja Jacinto Licea                                   | Konferencja Jacinto Licea                     | Konferencja Jacinto Licea              | Konferencja Jacinto Licea |
| ----------------------------- | ----------------------------------------------------------- | --------------------------------------------- | -------------------------------------- | ------------------------- |
| Águilas Blancas               | Instituto Politécnico Nacional                              | Estadio Wilfrido Massieu                      | Casco de Santo Tomás, Ciudad de México |                           |
| Auténticos Tigres             | Universidad Autónoma de Nuevo León                          | Estadio Gaspar Mass                           | San Nicolás de los Garza, Nuevo León   |                           |
| Aztecas                       | Universidad de las Américas Puebla                          | Estadio Templo del Dolor                      | San Andrés Cholula, Puebla             |                           |
| Borregos Salvajes México      | Instituto Tecnológico y de Estudios Superiores de Monterrey | Estadio Corral de Plástico                    | Atizapán de Zaragoza, Estado de México |                           |
| Borregos Salvajes Guadalajara | Instituto Tecnológico y de Estudios Superiores de Monterrey | Estadio La Fortaleza Azul                     | Guadalajara, Jalisco                   |                           |
| Borregos Salvajes Monterrey   | Instituto Tecnológico y de Estudios Superiores de Monterrey | Estadio Borregos                              | Monterrey, Nuevo León                  |                           |
| Borregos Salvajes Puebla      | Instituto Tecnológico y de Estudios Superiores de Monterrey | Estadio Cráter Azul                           | Puebla de Zaragoza, Puebla             |                           |
| Borregos Salvajes Toluca      | Instituto Tecnológico y de Estudios Superiores de Monterrey | Estadio La Congeladora                        | Toluca, Estado de México               |                           |
| Burros Blancos                | Instituto Politécnico Nacional                              | Estadio Wilfrido Massieu                      | Zacatenco, Ciudad de México            |                           |
| Leones                        | Universidad Anáhuac México                                  | Estadio La Cueva del León                     | Huixquilucan, Estado de México         |                           |
| Linces                        | Universidad del Valle de México                             | Estadio José Ortega Martínez                  | Lomas Verdes, Estado de México         |                           |
| Potros Salvajes               | Universidad Autónoma del Estado de México                   | Estadio Universitario Alberto "Chivo" Córdoba | Toluca, Estado de México               |                           |
| Pumas Acatlán                 | Universidad Nacional Autónoma de México                     | Estadio FES Acatlán                           | Acatlán, Estado de México              |                           |
| Pumas CU                      | Universidad Nacional Autónoma de México                     | Estadio Olímpico Universitario                | Ciudad Universitaria, Ciudad de México |                           |
| Konferencja krajowa           |                                                             |                                               |                                        |                           |
| Grupa A                       |                                                             |                                               |                                        |                           |
| Águilas                       | Universidad Autónoma de Chihuahua                           | Estadio Olímpico de la UACH                   | Chihuahua, Chihuahua                   |                           |
| Borregos Salvajes Querétaro   | Instituto Tecnológico y de Estudios Superiores de Monterrey | Estadio Borrego                               | Santiago de Querétaro, Querétaro       |                           |
| Cimarrones                    | Universidad Autónoma de Baja California                     | Estadio UABC Tijuana                          | Tijuana, Baja California               |                           |
| Correcaminos                  | Universidad Autónoma de Tamaulipas                          | Estadio Marte R. Gómez                        | Ciudad Victoria / Reynosa, Tamaulipas  |                           |
| Indios                        | Universidad Autónoma de Ciudad Juárez                       | Estadio 20 de Noviembre                       | Ciudad Juárez, Chihuahua               |                           |
| Lobos                         | Universidad Autónoma de Coahuila                            | Estadio Jorge Castro                          | Saltillo, Coahuila                     |                           |
| Potros                        | Instituto Tecnológico de Sonora                             | Estadio Campo Hundido                         | Obregón, Sonora                        |                           |
| Zorros                        | Centro de Enseñanza Técnica y Superior                      | Estadio CETYS Mexicali                        | Mexicali, Baja California              |                           |
| Grupa B                       |                                                             |                                               |                                        |                           |
| Búhos                         | Instituto Politécnico Nacional                              | Estadio Casco de Santo Tomás                  | Casco de Santo Tomás, Ciudad de México |                           |
| Frailes                       | Universidad del Tepeyac                                     | Estadio Perros Negros                         | Lindavista, Ciudad de México           |                           |
| Halcones                      | Universidad Veracruzana                                     | Estadio USBI Xalapa UV                        | Xalapa, Veracruz                       |                           |
| Leones                        | Universidad Anáhuac                                         | Estadio Coliseo Maya                          | Cancún, Quintana Roo                   |                           |
| Leones                        | Universidad Anáhuac                                         | Estadio Querétaro                             | Santiago de Querétaro, Querétaro       |                           |
| Leones Negros                 | Universidad de Guadalajara                                  | Unidad Deportiva Paseos Del Sol               | Guadalajara, Jalisco                   |                           |
| Lobos BUAP                    | Benemérita Universidad Autónoma de Puebla                   | Estadio Olímpico de la BUAP                   | Puebla de Zaragoza, Puebla             |                           |
| Lobos                         | Universidad Latina de México                                | Estadio ULM                                   | Celaya, Guanajuato                     |                           |
| Tecos                         | Universidad Autónoma de Guadalajara                         | Estadio Tres de Marzo                         | Zapopan, Jalisco                       |                           |
| Toros Salvajes                | Universidad Autónoma Chapingo                               | Estadio Palomo Ruiz Tapia                     | Texcoco, Estado de México              |                           |

## Finały
| Rok   | Zdobywca                    | Wicemistrz                  | Wynik      | Konferencja          |
| ----- | --------------------------- | --------------------------- | ---------- | -------------------- |
| 1978  | Cóndores UNAM               | Águilas Blancas IPN         | 23-14      |                      |
| 1979  | Cóndores UNAM               | Águilas Blancas IPN         | 28-16      |                      |
| 1980  | Cóndores UNAM               | Águilas Blancas IPN         | 28-26      |                      |
| 1981  | Águilas Blancas IPN         | Águilas Reales UNAM         | 39-21      |                      |
| 1982  | Águilas Blancas IPN         | Cóndores UNAM               | 16-8       |                      |
| 1983  | Cóndores UNAM               | Águilas Blancas IPN         | 23-3       |                      |
| 1984  | Cóndores UNAM               | Águilas Blancas IPN         | 40-29      |                      |
| 1985  | Cóndores UNAM               | Pieles Rojas IPN            | 31-0       |                      |
| 1986  | Cóndores UNAM               |                             |            |                      |
| 1987  | Osos Acatlán UNAM           | Cóndores UNAM               | 17-10      |                      |
| 1988  | Águilas Blancas IPN         | Cóndores UNAM               | 38-6       |                      |
| 1989  | Pieles Rojas IPN            | Águilas Blancas IPN         | 14-6       |                      |
| 1990  | Cóndores UNAM               | Águilas Blancas IPN         | 16-3       |                      |
| 1991  | Cóndores UNAM               | Borregos Salvajes ITESM MTY | 41-16      |                      |
| 1992  | Águilas Blancas IPN         | Centinelas CGP              | 17-13      |                      |
| 1993  | Borregos Salvajes ITESM MTY | Águilas Blancas IPN         | 20-13      |                      |
| 1994  | Borregos Salvajes ITESM MTY | Aztecas UDLA                | 17-10      |                      |
| 1995  | Aztecas UDLA                | Cóndores UNAM               | 43-13      |                      |
| 1996  | Aztecas UDLA                | Borregos Salvajes ITESM MTY | 6-3        |                      |
| 1997  | Aztecas UDLA                | Borregos Salvajes ITESM MTY | 21-11      |                      |
| 1998  | Borregos Salvajes ITESM MTY | Aztecas UDLA                | 20-17      |                      |
| 1999  | Borregos Salvajes ITESM MTY | Aztecas UDLA                | 38-25      |                      |
| 2000  | Borregos Salvajes ITESM CEM | Borregos Salvajes ITESM MTY | 38-28      |                      |
| 2001  | Borregos Salvajes ITESM MTY | Auténticos Tigres UANL      | 20-12      |                      |
| 2002  | Borregos Salvajes ITESM MTY | Auténticos Tigres UANL      | 34-7       |                      |
| 2003  | Borregos Salvajes ITESM CEM | Borregos Salvajes ITESM MTY | 38-36      |                      |
| 2004  | Borregos Salvajes ITESM MTY | Borregos Salvajes ITESM CEM | 45-22      |                      |
| 2005  | Borregos Salvajes ITESM MTY | Auténticos Tigres UANL      | 14-10      |                      |
| 2006  | Borregos Salvajes ITESM MTY | Aztecas UDLA                | 43-34      |                      |
| 2007  | Borregos Salvajes ITESM MTY | Borregos Salvajes ITESM CEM | 36-14      |                      |
| 2008  | Pumas CU UNAM               | Águilas Blancas IPN         | 17-0       | Central Conference   |
| 2008  | Borregos Salvajes ITESM MTY | Auténticos Tigres UANL      | 41-28      | Big 12 Conference†   |
| 2009  | Lobos UAdeC                 | Águilas UACH                | 34-21      | North Conference†    |
| 2009  | Auténticos Tigres UANL      | Pumas CU UNAM               | 42-21      | Central Conference†  |
| 2009  | Leones UACAN                | Potros Salvajes UAEM        | 20-19      | South Conference†    |
| 2010  | Águilas UACH                | Linces UVM Guadalajara      | 37-22      | North Conference†    |
| 2010  | Pumas CU UNAM               | Auténticos Tigres UANL      | 31-21      | Central Conference†  |
| 2010  | Potros Salvajes UAEM        | Leones UACAN                | 23-20      | South Conference†    |
| 2011  | Linces UVM Guadalajara      | Águilas UACH                | 35-28      | North Conference†    |
| 2011  | Auténticos Tigres UANL      | Pumas CU UNAM               | 16-15      | Central Conference†  |
| 2011  | Centinelas CGP              | Pumas Acatlán UNAM          | 28-14      | South Conference†    |
| 2012  | Auténticos Tigres UANL      | Pumas CU UNAM               | 34-20      | Big 8 Conference†    |
| 2012  | Potros Salvajes UAEM        | Pumas Acatlán UNAM          | 40-28 (SE) | National Conference† |
| 2013  | Pumas CU UNAM               | Auténticos Tigres UANL      | 28-16      | Big 8 Conference†    |
| 2013  | Pumas Acatlán UNAM          | Lobos UAdeC                 | 45-38      | National Conference† |
| 2014  | Pumas CU UNAM               | Burros Blancos IPN          | 34-10      | Big 8 Conference†    |
| 2014  | Lobos UAdeC                 | Leones UACAN                | 29-22      | National Conference† |
| 2015  | Auténticos Tigres UANL      | Pumas CU UNAM               | 16-7       |                      |
| 2016  | Auténticos Tigres UANL      | Pumas CU UNAM               | 20-16      |                      |
| 2017  | Pumas CU UNAM               | Auténticos Tigres UANL      | 18-15      |                      |
| 2018  | Auténticos Tigres UANL      | Burros Blancos IPN          | 23-20      |                      |
| 2019  | Burros Blancos IPN          | Aguilas Blancas IPN         | 24-17      |                      |
| 2020* | -                           | -                           | -          |                      |
| 2021* | -                           | -                           | -          |                      |
| 2022  | Borregos Salvajes ITESM MTY | Auténticos Tigres UANL      | 32-30      |                      |
| 2023  | Borregos Salvajes ITESM MTY | Auténticos Tigres UANL      | 31-27      |                      |

- Mistrz krajowy wyłaniany w Big 12 Conference, Central Conference wyłaniała swojego mistrza krajowego.
- Dwóch mistrzów krajowych Big 8 Conference i National Conference.
- Mistrz krajowy wyłaniany w Central Conference, inne konferencje wyłaniały swoich mistrzów krajowych.
- † nieistniejące konferencje

* Sezonu nie rozegrano z powodu epidemii koronawirusa.